# Gare de Saint-Saviol
Gare de Saint-Saviol – stacja kolejowa w Saint-Saviol, w departamencie Vienne, w regionie Nowa Akwitania, we Francji. Jest zarządzana przez SNCF (budynek dworca) i przez RFF (infrastruktura). 
Stacja jest obsługiwana przez pociągi TER Poitou-Charentes. 

## Położenie
Znajduje się na linii Paryż – Bordeaux, w km 388,044, między stacjami Épanvilliers i Ruffec, na wysokości 126 m n.p.m.

## Historia
Stacja została otwarta 28 lipca 1853.

## Linie kolejowe
- Paryż – Bordeaux
- Lussac-les-Châteaux – Saint-Saviol